# Eupholidoptera jacquelinae
Eupholidoptera jacquelinae är en insektsart som beskrevs av Tilmans 2002. Eupholidoptera jacquelinae ingår i släktet Eupholidoptera och familjen vårtbitare. Inga underarter finns listade i Catalogue of Life.